# Koki Yonekura
Koki Yonekura (米倉 恒貴 Yonekura Kōki?), född 17 maj 1988, är en japansk fotbollsspelare som spelar för Gamba Osaka.
Yonekura debuterade för Japans landslag den 9 augusti 2015 i en 1–1-match mot Kina.